# شرکت درفشان
شرکت درفشان یک منطقهٔ مسکونی در ایران است که در دهستان احمدآباد (نظرآباد) واقع شده‌است. شرکت درفشان ۴۶ نفر جمعیت دارد.